# Granik (Gewichtsmaß)
Granik war ein polnisches Gewichtsmaß und kann zu den kleinen Maßen gerechnet werden.
- 1 Granik = 1/125 Gramm = 0,00798 Gramm

Die Maßkette ab Funt war
- 1 Funt = 16 Uncja/Unzen = 32 Łut/Lot = 128 Drachma = 384 Skrupuł = 9216 Gran = 50.688 Granik = 404 3/5 Gramm
- 5 ½ Granik = 1 Gran
- 132 Granik = 1 Skrupuł
- 396 Granik = 1 Drachma
- 1584 Granik = 1 Lot
- 3168 Granik = 1 Uncja